# Розовка (Саратовская область)
Розовка — село Краснокутского района Саратовской области. Входит в Лебедёвское муниципальное образование.

## Физико-географическая характеристика
Село расположено в Низком Заволжье, в пределах Сыртовой равнины, относящейся к Восточно-Европейской равнине, на берегу Лебедевского водохранилища (река Еруслан). Рельеф — полого-увалистый. Почвы каштановые солонцеватые и солончаковые. Почвообразующие породы — глины и суглинки.
По автомобильным дорогам расстояние до районного центра города Красный Кут — 26 км, до областного центра города Саратов — 110 км. Ближайшие сёла Карпёнка и Лебедёвка.
Часовой пояс
Розовка, как и вся Саратовская область, находится в часовой зоне МСК+1. Смещение применяемого времени относительно UTC составляет +4:00.

## История
Основано в 1849 году выходцами из колоний Екатериненштадт, Орловское, Боаро, Филиппсфельд, Кано, Паульское, Борегардт. Колония относилась к лютеранским приходам Шендорф и Гоффенталь. Входила в состав Ерусланского колонистского округа, впоследствии Верхне-Ерусланской волости Новоузенского уезда Самарской губернии. Имелись церковь, земское училище После 1915 года переименовано в село Розовка.
С 1918 года село входило в Лангенфельдского (Ерусланского) района, с 1922 года Краснокутского кантона Трудовой коммуны немцев Поволжья (с 1924 года — АССР немцев Поволжья)
В голод в Поволжье в селе родилось 117, умерли 161 человек.
В 1926 году в селе имелись кооперативная лавка, сельскохозяйственное кооперативное товарищество, начальная школа, изба-читальня, сельсовет. В 1927 году постановлением ВЦИК «Об изменениях в административном делении Автономной С. С. Р. Немцев Поволжья и о присвоении немецким селениям прежних наименований, существовавших до 1914 года» селу Розовка Красно-Кутского кантона было возвращено название Розенталь.

В сентябре 1941 года немецкое население было депортировано. После ликвидации АССР немцев Поволжья село, как и другие населённые пункты Краснокутского кантона включено в состав Саратовской области. Впоследствии вновь переименовано в село Розовка.

## Население
Динамика численности населения по годам:
| 1987 | 2002 |
| ---- | ---- |
| ≈160 | 153  |

| 1850  | 1859  | 1889  | 1897  | 1905  | 1910  | 1920  |
| ----- | ----- | ----- | ----- | ----- | ----- | ----- |
| 179   | ↗409  | ↗1279 | ↗1612 | ↗2422 | ↗2723 | ↘2323 |
| 1922  | 1923  | 1926  | 1931  | 2002  | 2010  |       |
| ↘1579 | ↗1612 | ↗1791 | ↗2434 | ↘153  | ↘121  |       |

Национальный состав
Согласно результатам переписи 2002 года большинство населения составляли русские (72 %).
В 1931 году практически всё население села (99 %) составляли немцы (2430 из 2434)

### Известные жители
- Васильева, Нина Ивановна (1937—2016) — доярка, полный кавалер ордена Трудовой Славы (1986).